# Minas Morgul (álbum de Summoning)
Minas Morgul es el segundo álbum lanzado de banda de black metal Summoning en 1995. Fue relanzado en julio de 2007 como parte de Sounds of Middle Earth. La banda y muchos de sus fans consideran que fue este su debut, ya que confirmó el sonido de ésta y llevó a la banda a una audiencia más grande.

## Canciones
| N.º | Título                             | Duración |  |
| 1.  | «Soul Wandering»                   | 2:33     |  |
| 2.  | «Lugburz»                          | 7:14     |  |
| 3.  | «The Passing of the Grey Company»  | 9:16     |  |
| 4.  | «Morthond»                         | 6:44     |  |
| 5.  | «Marching Homewards»               | 8:11     |  |
| 6.  | «Orthanc»                          | 1:40     |  |
| 7.  | «Ungolianth»                       | 6:36     |  |
| 8.  | «Dagor Bragollach»                 | 5:06     |  |
| 9.  | «Through the Forest of Dol Guldur» | 4:46     |  |
| 10. | «The Legend of the Master-Ring»    | 5:28     |  |
| 11. | «Dor Daedeloth»                    | 10:16    |  |

## Créditos
- Protector  – voces, guitarra, teclado
- Silenius – bajo, teclado, voces

## Ilustración
La ilustración de la portada fue sacada del videojuego Ishar: Legend of the Fortress.